# Ricochet (boldspil)
 For alternative betydninger, se Ricochet. (Se også artikler, som begynder med Ricochet)
Ricochet er et boldspil der spilles på en indendørs bane, hvor der primært spilles op af en frontvæg. Spillet minder meget om squash, men i ricochet er det også tilladt at spille bolden via loftet. 

## Banen
Banen er 8,0 meter lang, 5,5 meter bred og 2,7 meter høj.
Bagvægen er lavet af glas, hvorfra man går ind på banen. Der er en rød linje på bagvægen, bolden må ikke ramme over denne.
Loftet må gerne bruges.

## Regler
Der spilles til 15 point i hvert sæt – bedst af fem sæt. Man skal dog vinde med to overskydende point. Det er muligt for både den serverende og den returnerende spiller at score.

## Udstyr
Bolden er af gummi og på størrelse med en golfbold. Der spilles med forskellige bolde til begyndere, øvede og konkurrencespillere.
Ketsjeren er kortere og lettere end en squashketsjer.

## Organisering
Ricochet er i Danmark organiseret under Dansk Squash Forbund. De første danske mesterskaber blev afholdt i 2001.

## Eksterne kilder
- Læs mere om Ricochet i Dansk Squash Forbund Arkiveret 5. juli 2010 hos  Wayback Machine